# 산곡풍

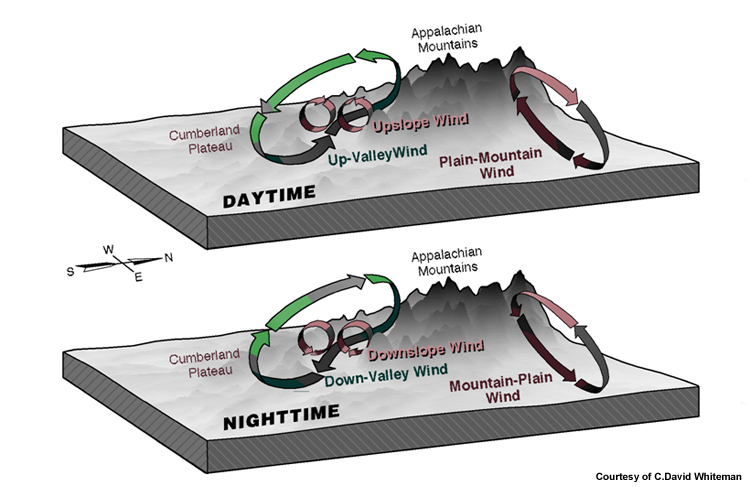

산곡풍(山谷風, 산골바람)은 산간 지방에서 부는 바람이다. 낮에는 곡풍(골바람)이 불고, 밤에는 산풍(산바람)이 분다.

## 원리
낮에는 일사(日射)를 많이 흡수한 산꼭대기는 산비탈보다 공기를 더 일찍 가열시키므로 산꼭대기의 공기는 밀도가 낮아진다. 밀도가 낮은 공간을 향해 공기는 올라가고, 이 때 골짜기의 빈 자리를 채우며 들어오는 바람을 곡풍이라 한다. 반면에 밤에는 반대로 산꼭대기가 더 일찍 냉각되므로 골짜기에서 불어나가는 바람을 산풍이라 한다.

## 같이 보기
- 해륙풍